# Cerro Corporation
Cerro de Pasco fue una empresa minera estadounidense. Fue fundada en 1901 por inversores estadounidenses como Cerro de Pasco Investment Company, y desde 1915 se llamaría la Cerro de Pasco Copper Corporation. En 1974 fue nacionalizada durante el Gobierno Revolucionario de la Fuerza Armada y renombrada como Centromin-Perú. En 1997 fue privatizada por el gobierno de Alberto Fujimori. 

## Historia
Fue fundada en 1901 por inversores estadounidenses, incluidos JP Morgan, Henry y la familia Vanderbilt, como Cerro de Pasco Corporation (también conocida como Cerro de Pasco Mining Corporation, Cerro de Pasco Mining Company  o Cerro de Pasco Copper Corporation).
En Cerro de Pasco (Perú) se constituyó una mina de cobre existente y se conectó al Ferrocarril Central. Después de la Primera Guerra Mundial, se desarrollaron los depósitos en Morococha.  En 1922 se construyó la Fundición La Oroya (ahora Doe Run Perú). Durante el Oncenio de Augusto Leguía de 1919 a 1930, la Cerro de Pasco Corporation era la compañía extranjera más importante en el Perú. Al final de la Segunda Guerra Mundial, la Corporación era la mayor empleadora en el Perú después del gobierno. 
Desde 1950, la empresa fue administrada por Robert P. Koenig. Después de que se agotó el cobre, se continuó con la extracción de plomo y zinc en la mina a cielo abierto desde la década de 1950.
La Cerro de Pasco Corporation luego comenzó cotizando en la Bolsa de Nueva York, para la cual se fundó la Cerro Corporation como la empresa matriz. El 1 de enero de 1974, la Cerro de Pasco Corporation en Perú fue expropiada por el Gobierno Revolucionario de la Fuerza Armada dirigido por el general Juan Velasco Alvarado y renombrada como Centromin-Perú. De 1973 a 1976, las áreas de negocio restantes fueron asumidas por el Grupo Marmon.
Centromin-Perú existió hasta 1997, cuando fue privatizada por el gobierno de Alberto Fujimori. En 2007 las empresas que ganaron los concursos de privatización inicialmente, fueron adquiridas por la empresa china Aluminiun Corporation of China, Chinalco.